# 嘉定城通志
《嘉定城通志》，又稱為《嘉定通志》，古代越南南方的地方志，採用漢語文言文，由阮朝官員兼學者鄭懷德於1820年編成，內容是嘉定城及越南南部一帶（嘉定城、藩安鎮、邊和鎮、定祥鎮、永清鎮及河仙鎮）的歷史沿革、建置、疆域、物產、商業、交通、水利、城鎮等情況，以及提到了當地華僑的事跡，是研究阮朝初年歷史及越南南部華僑史的重要史料。

## 成書過程

### 成書背景
《嘉定城通志》的作者鄭懷德，曾於嘉隆十五年（1816年）至明命元年（1820年）期間，在嘉定城擔任官職。至於該書的編撰，是為了嚮應阮朝政府「詔求故典」而進行的。據《大南實錄·正編·第二紀》卷三庚辰明命元年（1820年）五月條裡所述，越南經歷了黎阮鼎革的大動亂後，政府的文書資料多已喪失，所以朝廷「特准中外臣庶，凡有家藏編錄記先朝故典，不拘詳略，以原本進納或送官抄錄，各有獎賞。由是中外（指阮朝中央政府及越南地方）各以編錄來獻。尚書鄭懷德獻《嘉定通志》三卷及《明渤遺漁文書草》。」按照這條史料，鄭懷德是在1820年寫成此書並向阮朝朝廷進呈的。

### 編撰過程
學者戴可來認為鄭懷德並非在明命元年（1820年）「詔求故典」時，才匆匆撰書的，而是「在1820年上進之前已經成書。根據文中有嘉隆十八年（1819）之記事，可以推定其草成於此時。」因此，在1820年進呈的《嘉定城通志》，已是一早編成的定稿。

## 內容

### 書中述及的地域
本書的名稱雖冠以「嘉定城」，但郤包括當時的另外五個鎮，即藩安鎮（現今屬於胡志明市、西寧省、同奈省、前江省、隆安省等地）、邊和鎮、定祥鎮、永清鎮（現今屬於後江省、安江省、檳椥省等地）及河仙鎮。理由是嘉隆七年（1808年）時，阮朝以嘉定城統攝該五鎮，這個設置一直到明命十三年（1832年）才罷除。因此，《嘉定城通志》並非載及嘉定一座城池，而是把嘉定城作為一個行政區劃單位，述及其屬下的五個鎮，亦即整個越南南方。

### 篇幅
《嘉定城通志》原書共三卷，分別是：第一卷《星野志》（內容是傳統中國占星術的分野概念及氣候）、《山川志》、《風俗志》；第二卷《疆域志》；第三卷《物產志》、《城池志》。不過後來郤出現了五卷或六卷本，這是由於後人根據原書各志的長短，重加編排，內容則沒有明顯的增補修改的跡象。

### 有關華僑歷史的內容
- 明清之際華人投奔越南的情況：17世紀正值是中國明清政權易手，所以大批漢人移居外地，當中一部份來到越南南方，《嘉定城通志》亦有所提及，如《疆域志》記載1679年，明朝廣東省鎮守龍門水陸等處地方總兵官楊彥迪、副將黃進等，帶領士卒及家眷三千餘人、戰船五十餘艘，南投越南阮主所轄的思容、峴港等地，原因是「不肯臣事大清，南來投誠，願為臣僕。」[7]另外又記載廣東雷州人鄚玖因「明亡，不服大清初政，留髮南投於高蠻國南榮府」，並成為了日後河仙的實際統治者。[8]這些記載，反映了17世紀中國人因逃避滿清而掀起移民潮，大批華僑去國南下的情景。
- 華僑聚居點出現的情況：大批中國人的南移越南或到這裡經商，形成了一些華僑聚居點，這在《嘉定城通志》裡亦有所介紹，如邊和鎮便在華僑領袖陳上川的策劃下「招致唐商，營建鋪街。瓦屋粉牆，岑樓層觀，炫江耀目，聯絡五里。」[9]又例如《風俗志》裡記載藩安鎮的「文物、服舍、器用多與中國同」[10]，描寫了華僑在越南南部的聚居情況及其所帶來的文化、風俗上的影響。

## 史料價值
據學者戴可來所說，《嘉定城通志》詳細記載了嘉定城、藩安鎮、邊和鎮、定祥鎮、永清鎮及河仙鎮的建置沿革、疆城變遷、山川河流、城池貿易、風俗物產和華僑事跡等方面的情況，成為17世紀至19世紀初有關南圻史實的最完備撰述，是後人研究這個時期該地區歷史、地理、經濟、文化及華僑問題的最重要史料。
除了學術上的價值外，該書還有實際用途。在明命朝以後，凡赴南圻任要職的越南官員，都要先在蒞任前先讀此書，因而成為治理越南南方的重要參考書。此外，阮朝官修的《大南實錄》、《大南一統志》等文獻，都以此書為重要根據。甚至到法國人在1862年佔領南圻的嘉定城、邊和鎮及定祥鎮後，這部書仍被十分重視，並被介紹到法國去。

## 流傳情況
《嘉定城通志》面世後，到1863年，法國人鄂伯黎（G·Aubaret）譯成法文，帶到巴黎出版，受到西方學術界的重視。在中國大陸，鄭州的中州古籍出版社於1991年，將《嘉定城通志》、《嶺南摭怪》及《河仙鎮協鎮鄚氏家譜》三種越南史料組成一部，由學者戴可來、楊保筠校注，編成左起橫排的簡體中文版。